# Comostolopsis regina
Comostolopsis regina är en fjärilsart som beskrevs av Thierry-mieg 1915. Comostolopsis regina ingår i släktet Comostolopsis och familjen mätare. Inga underarter finns listade i Catalogue of Life.